# Sunshine Coast, Queensland
Sunshine Coast är ett vidsträckt urbant område i Australien. Det ligger i delstaten Queensland, i den östra delen av landet, 1 000 km norr om huvudstaden Canberra. Området hade 307 545 invånare vid folkräkningen 2016.